# Edith Windsor
Edith Windsor   (Filadèlfia, 20 de juny de 1929 - Manhattan, 12 de setembre de 2017) va ser una activista estatunidenca pels drets LGBT i executiva de tecnologia a IBM. Va ser la demandant principal del cas dels Estats Units contra Windsor, que va aconseguir abolir la secció 3 de la Llei de defensa del matrimoni, segons la qual «matrimoni» significa únicament la unió legal entre un home i una dona. Aquest fet va ser considerat una victòria legal històrica per al moviment a favor del matrimoni entre persones del mateix sexe als Estats Units.

## Primers anys i educació
Windsor, nascuda a Filadèlfia (Pennsilvània), va ser la més jove dels tres fills de James i Celia Schlain, una parella d'immigrants jueus russos de classe modesta. Durant la seva infància, la seva família va patir a conseqüència de la Gran Depressió, i el seu pare va perdre la seva botiga de caramels i gelats i la casa que hi havia per sobre d'ella. A l'escola, de vegades va ser víctima d'actituds antisemites. Durant l'etapa escolar, va sortir amb nois de la seva edat, però més tard va dir que recordava haver-se enamorat de noies.
Windsor va rebre una llicenciatura a la Universitat de Temple el 1950. El 1955 va començar un màster en matemàtiques de la Universitat de Nova York, que va acabar el 1957. Després va entrar a IBM, on va treballar durant els següents setze anys. Durant aquest temps, va cursar dos semestres de matemàtiques aplicades a la Universitat Harvard amb una beca d'IBM.

## Carrera professional
Mentre estudiava a la Universitat de Nova York, Windsor treballava en el departament de matemàtiques de la mateixa universitat, introduint dades a la seva UNIVAC (UNIVersal Automatic Computer). També va treballar com a programadora amb físics i l'UNIVAC a l'empresa Combustion Engineering, Inc.
El 1958, un any després d'obtenir el títol del màster de matemàtiques a la Universitat de Nova York, Windsor va començar a treballar en càrrecs tècnics i executius a l'IBM. El seu treball en aquesta empresa estava relacionat principalment amb l'arquitectura de sistemes i la implementació de sistemes operatius i processament de llenguatge natural. Al maig de 1968, va aconseguir el títol que designava el càrrec tècnic de més alt nivell a IBM, Senior Systems Programmer. Va rebre el primer PC d'IBM lliurat a la ciutat de Nova York. No obstant això, la companyia va rebutjar la seva assegurança perquè hi designava la seva parella Thea Spyer com a beneficiària. Windsor va col·laborar amb la Comissió de l'Energia Atòmica dels Estats Units i a un cert punt va ser investigada per l'FBI. Això va ser justament després de l'època de l'anomenat terror lila i va creure que havia estat a causa de la seva homosexualitat encara no declarada. Més endavant va saber que havia estat investigada pels lligams que la seva germana tenia amb el sindicat d'ensenyants.
El 1975, Windsor va deixar IBM i va fundar una empresa especialitzada en projectes de desenvolupament de programari (software). Durant aquell temps va ajudar molts grups LGBT a familiaritzar-se amb les tecnologies i a informatitzar el seu sistema de comunicació.

## Vida personal
Durant el seu pas per la universitat, Windsor va començar a festejar amb Saul Windsor, a qui coneixia des de feia molts anys, perquè era el millor amic del seu germà gran. Fins i tot va acceptar la seva proposta de matrimoni, però la seva relació va acabar quan ella es va enamorar d'una companya de classe. No obstant això, Edie va decidir que no volia viure la vida com a lesbiana, i la parella es va reconciliar i es van casar després de la graduació. Abans d'un any, però, es van divorciar i ella va confessar-li el seu desig d'estar amb dones. Poc després del seu divorci, Edith Windsor va deixar Filadèlfia per traslladar-se a la ciutat de Nova York.
Al 1963, en un restaurant de Greenwich Village de nom Portofino, Windsor va conèixer Thea Spyer, una psicòloga nascuda a Amsterdam. Quan es van conèixer, cadascuna mantenia una relació amb una altra dona. Es van anar trobant de tant en tant durant els següents dos anys, però no va ser fins a un viatge a l'East End de Long Island a finals de la primavera de 1965 quan van començar a sortir plegades. Per mantenir la relació en secret davant dels seus companys i companyes de treball i justificar les trucades de Spyer a la seva oficina, Windsor va inventar una relació amb el germà de ficció de Spyer, a qui va anomenar Willy, que era el nom d'un nino de la seva infància. El 1967, Spyer va demanar a Windsor que es casessin, tot i que encara no era legal a cap lloc dels Estats Units. Atès que un anell de compromís tradicional podria deixar entreveure l'orientació sexual de Windsor als seus col·legues, Spyer li va regalar una agulla amb un diamant.
Sis mesos després de comprometre's, Windsor i Spyer van anar a viure plegades a un apartament al Greenwich Village. El 1968 van comprar una caseta a Long Island, on van passar les vacances d'estiu els següents quaranta anys. Durant aquest temps la parella també viatjava sovint pels Estats Units o l'estranger.
El 1977, a Spyer van diagnosticar-li esclerosi múltiple progressiva. La malaltia va causar-li una paràlisi gradual, però cada vegada més gran. Windsor va dedicar la seva jubilació anticipada a tenir cura d'Spyer a dedicació completa.
Windsor i Spyer es van registrar com a parella de fet (domestic partnership) a la ciutat de Nova York el 1993, el primer dia que això va ser possible, i se'ls va emetre el certificat número 80.
El 2002 Spyer va patir un atac de cor i li van diagnosticar una estenosi aòrtica. El 2007, els metges li van dir que li quedava menys d'un any de vida. A Nova York encara no s'havia legalitzat el matrimoni entre persones del mateix sexe, de manera que la parella va optar per casar-se a Toronto (Canadà), el 22 de maig de 2007, amb el primer jutge obertament gai del Canadà, Harvey Brownstone, i amb l'ajut d'un cineasta i activista en favor del matrimoni homosexual familiaritzat amb les lleis dels dos països. Un anunci de les seves noces es va publicar al New York Times. Spyer va morir de complicacions relacionades amb la seva malaltia cardíaca el 5 de febrer de 2009. Després de la seva mort, Windsor va ser hospitalitzada a causa d'un miocardiopatia de takotsubo.
El 26 de setembre de 2016, Windsor es va casar amb Judith Kasen a l'Ajuntament de Nova York. Ella tenia 87 anys i Kasen en tenia 51.
Windsor també va ser membre de la sinagoga de la Congregació no confessional Beit Simchat Torah, que s'ha autodescrit com la sinagoga LGBT més gran del món.
Edith Windsor va morir a Manhattan el 12 de setembre de 2017.

## Activisme
Al juny de 1969, Windsor i Spyer van tornar d'unes vacances a Itàlia i van assabentar-se que la nit anterior havien començat els aldarulls de Stonewall, una sèrie de conflictes violents entre el col·lectiu homosexual i la policia de la ciutat de Nova York. En els anys següents, la parella va participar públicament en marxes i esdeveniments LGBT. També van prestar el seu Cadillac descapotable a les organitzacions en favor dels de drets LGBT.
Després de la seva sortida d'IBM el 1975, va augmentar el seu activisme en organitzacions LGBT. Va ser voluntària per a: GLBTQ Legal Advocates & Defenders (Defensors i Advocats Legals de LGBT), l'Organització Gay de l'East End, el Centre de Serveis Comunitaris LGBT, els Jocs Gay 1994 de Nova York, i va ajudar a fundar Old Queers Acting Up, un grup d'improvisació que utilitza gags per abordar qüestions de justícia social. Va ser membre de la junta directiva de Serveis i Advocacia per a Persones Ancianes LGBT (SAGE) de 1986 a 1988 i de 2005 a 2007.
Windsor va seguir defensant el matrimoni entre persones del mateix sexe en els anys posteriors als Estats Units contra Windsor. El 2011 va ajudar la senadora Dianne Feinstein i Jerrold Nadler, membre de la cambra baixa del Congrés dels Estats Units, a presentar la Llei de respecte pel matrimoni en una conferència de premsa a Washington, DC. També va ser una destacada defensora del grup de drets LGBT israelià A Wider Bridge. I va donar suport a la banda de músics aficionats Lesbian & Gay Big Apple Corps, que el 7 d'abril de 2018 li ven dedicar un concert de record i homenatge.

## Estats Units contra Windsor
Després de la mort de Spyer el 5 de febrer de 2009, Windsor es va convertir en l'executora i única beneficiaria de la propietat de Spyer, mitjançant un fideïcomís revocable. Windsor va haver de pagar 363.053 dòlars en impostos a la hisenda federal per heretar el patrimoni de la seva esposa. Si la llei federal hagués reconegut la validesa del seu matrimoni, Windsor hauria pogut acollir-se a la deducció il·limitada pel cònjuge i no hauria hagut de pagar cap impost federal sobre la propietat.
Windsor va intentar reclamar l'exempció d'impostos federals per als cònjuges supervivents, però li va ser denegada per la Secció 3 de la Llei de Defensa del matrimoni (DOMA, Defense of Marriage Act) que va especificar que el terme "cònjuge" només s'aplicava als matrimonis entre un home i una dona i, per tant, l'exempció no s'aplicava als matrimonis del mateix sexe. Aquesta denegació va obligar Windsor a pagar 363.053 dòlars en impostos.
El 2010, Windsor va presentar una demanda contra el govern federal en el Tribunal de Districte dels EU per al Districte Sud de Nova York, buscant un reembossament perquè la DOMA discriminava legalment les parelles del mateix sexe per "un tracte diferenciat sense justificació en comparació amb altres parelles". Un posterior dictamen de 2012 de la Jutge Barbara S. Jones va dictaminar que la secció 3 del DOMA era inconstitucional i va ordenar al govern federal que retornes a Windsors els impostos abonats, incloent-hi els interessos.
El Tribunal Suprem dels Estats Units va escoltar les declaracions orals sobre el cas el març de 2013 i posteriorment, al juny d'aquell any, va emetre una decisió en què declara que la secció 3 de DOMA era inconstitucional.